# Croix de Trestraou
La croix de Trestraou est située à  Perros-Guirec, en France.

## Localisation
La croix est située sur le territoire de la commune de Perros-Guirec, rue de la Clarté et rue Paul-Sallou, sur la hauteur dominant la plage de Trestraou, dans le département des Côtes-d'Armor, en région Bretagne.

## Description
Croix en granite sur un socle composé de trois marches en granit rose.
La croix présente deux figures, le Christ en croix orienté à l'est et un personnage féminin les mains jointes côté ouest.

## Historique
La croix est inscrite au titre des monuments historiques par arrêté du 7 décembre 1925.